# Peter Plum
Peter Andreas Julius Plum, född 19 maj 1829 i Köpenhamn, död 2 mars 1915, var en dansk kirurg. 
Plum tog medicinsk examen 1854, var reservkirurg vid Frederiks Hospital 1863–66, tog medicine doktorsgraden 1866 på avhandlingen Om brokinkarceration och var 1866–67 livläkare hos storfurstinnan Maria Fjodorovna (prinsessan Dagmar) i Sankt Petersburg. 
Tillsammans med Frantz Howitz inrättade han den första danska gynekologiska kliniken 1869, var 1869–72 docent i kirurgi under Andreas Buntzens sjukdom, blev 1872 lektor, 1876–92 överkirurg vid en nyinrättad avdelning på Frederiks Hospital och 1880–99 ordinarie professor vid Köpenhamns universitet. 